# Мигурів
Мигу́рів — село в Чернігівській області України, входить до складу Талалаївської селищної громади. За адміністративним поділом до липня 2020 року село входило до Талалаївського району, а після укрупнення районів входить до Прилуцького району. До 2017 року було підпорядковане Корінецькій сільській раді.  Населення — 67 осіб, площа — 0,387 км².

## Історія
На мапі 1869 року позначений як хутір без назви. На мапі 1941 року - х. Мигури, 119 дворів та х.Шпаківка (на території сучасного села) - 14 дворів.